# Megachoriolaus unicolor
Megachoriolaus unicolor là một loài bọ cánh cứng trong họ Cerambycidae.